# الهنايدة
قرية الهنايدة هي إحدى القرى التابعة لمركز المنزلة في محافظة الدقهلية في جمهورية مصر العربية. حسب إحصاءات سنة 2006، بلغ إجمالي السكان في الهنايدة 873 نسمة، منهم 460 رجل و413 امرأة.